# Wambdi Autepewin
Wambdi Autepewin (também grafada Wambli ou Waŋblí Ayútepiwiŋ, nome traduzido como Mulher Águia Para Quem Todos Olham), também conhecida pelo seu nome ocidental Matilda Picotte Galpin (Aldeia Lakota em Dakota do Sul, 1820 — Miles City, 18 de dezembro de 1888) foi uma comerciante e líder indígena Lakota (subgrupo Sioux) dos Estados Unidos, lembrada como importante mediadora e pacificadora nos conflitos entre índios e brancos da época e como a única mulher Sioux a alcançar a posição de chefe.
Filha do chefe Lakota Duas Lanças e da índia Hunkpapa-Lakota Luz Rosada da Aurora, Wambdi foi criada sem contato com a civilização ocidental, numa época de guerras entre índios e brancos. Quando pequena acompanhou o pai em suas viagens como comerciante de peles. Em 1838, já órfã de ambos os pais, uniu-se a Honoré Picotte, agente da American Fur Company, que era legalmente casado com uma francesa, e com quem teria as filhas Zoe Lulu e Mary Louise. O casal se separou em 1848, e em 1850 Wambdi casou com Charles Galpin, também funcionário da American Fur Company, e com ele teria os filhos Annie, Alma Jane, Samuel, Robert e Richard.
As conexões de Wambdi entre os Sioux foram valiosas para Galpin tornar-se um importante comerciante de peles, e o casamento também serviu a Wambdi no sentido-se colocá-la em contato com influentes funcionários do governo e habituá-la à cultura ocidental. Nesta época Wambdi já se fazia notar pelos agentes do governo como mulher talentosa e inteligente. O etnologista Ferdinand Hayden, que a conheceu na década de 1850, deixou registrada sua impressão favorável, descrevendo-a como uma das melhores representantes de seu sexo entre os índios da planície. O casal era pacifista e conseguiu resolver diversos conflitos entre índios e brancos, às vezes correndo risco de vida. Em 1866 visitaram diversas aldeias convencendo os índios a negociarem a paz. Dois anos mais tarde Wambdi acompanhou sozinha o missionário jesuíta Pierre Jean De Smet em outra viagem pacifista, que incluiu a visita à aldeia do chefe Touro Sentado, que se mantinha hostil, e salvou a vida do padre ameaçado durante as difíceis negociações. Ela já havia colaborado com o padre outras vezes, e pela sua valiosa ajuda nas negociações de paz foi contratada pelo governo americano como intérprete, recebendo 150 dólares por mês.
Sua intervenção foi um dos fatores que levaram à assinatura, no mesmo ano, do Tratado de Fort Laramie, que criou a Reserva Indígena Grande Sioux, e com isso o povo indígena passou a viver confinado. Na sequência, Wambdi e seu marido instalaram um entreposto de comércio na reserva, que foi um grande auxiliar na distribuição de alimentos entre a tribo, mas muitos nativos questionavam sua atuação de pacifista e suas relações com os brancos. Em certo momento cinco mil índios enraivecidos cercaram o entreposto ameaçando matar todos os brancos que ali trabalhavam, mas Wambdi conseguiu pacificá-los.
Galpin faleceu pouco depois, em 1869, e Wambdi assumiu seu lugar como comerciante, sendo uma das primeiras mulheres indígenas e a primeira Lakota a desempenhar tal função. Também foi um agente importante para a adaptação de seu povo a um novo estilo de vida mais sedentário. Em 1872 foi escolhida pelo governo para reunir uma comissão de líderes indígenas e conduzi-los até  Washington D.C., a fim de discutir os termos do Tratado, servindo como intérprete. Em 1873 o governo transferiu sua agência para a Reserva Standing Rock, e com isso Wambdi também mudou seu entreposto comercial, continuando a interceder em conflitos.

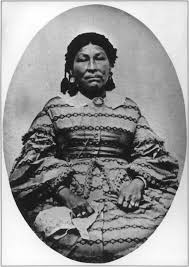
Wambdi em seus anos finais.

Com a descoberta de ouro nas Black Hills em 1874, o delicado e instável equilíbrio de forças entre brancos e nativos foi ainda mais fragilizado, devido ao grande afluxo de mineradores para dentro das terras indígenas, violando o Tratado de Fort Laramie. Em 1878 a situação degenerou, eclodindo a Grande Guerra Sioux, quando o governo norte-americano recusou-se a ceder provisões aos índios, até que eles foram obrigados a abandonar as Black Hills. O governo tentou forçar os Sioux a assinar um novo tratado, formalizando a "cessão" das Black Hills. Wambdi posicionou-se contrária a este acordo, embora, face ao inevitável, tenha colaborado como intérprete. Nesta época foi reconhecida como chefe, pela sua bravura durante os conflitos.
Com o fim da Guerra Sioux no início da década de 1880, Wambdi continuou desempenhando um papel importante como mediadora entre os indígenas e brancos, e colaborou com John Burke na criação de uma escola para jovens índios. Sua filha Louise foi a primeira professora. Em 1882 foi um dos signatários de um tratado que retificou outra vez os limites da reserva Sioux, tornando-se a primeira mulher indígena a assinar um tratado com o governo norte-americano. Faleceu em 1888 no Rancho Cannonball, que pertencia à sua filha Alma, perto de Miles City, rodeada pelos filhos.
Wambdi foi notada e respeitada pela sua generosidade, coragem e suas capacidades diplomáticas, defendendo uma convivência pacífica entre índios e brancos, mas também defendia o direito dos índios de viverem suas vidas de acordo com suas tradições sem interferência externa. Muitas vezes levantou sua voz contra a violência e crueldade tanto entre índios quanto entre brancos. Segundo Alessandro Clericuzio, "Matilda Picotte Galpin é considerada uma heroína Sioux e uma pedra angular da história indígena, por sua capacidade de mediar entre mundos diferentes e muitas vezes contrastantes, um exemplo de coexistência pacífica e respeito mútuo". Em 2010 sua memória foi honrada com sua inclusão na Sala da Fama de Dakota do Sul.